# Ferroy

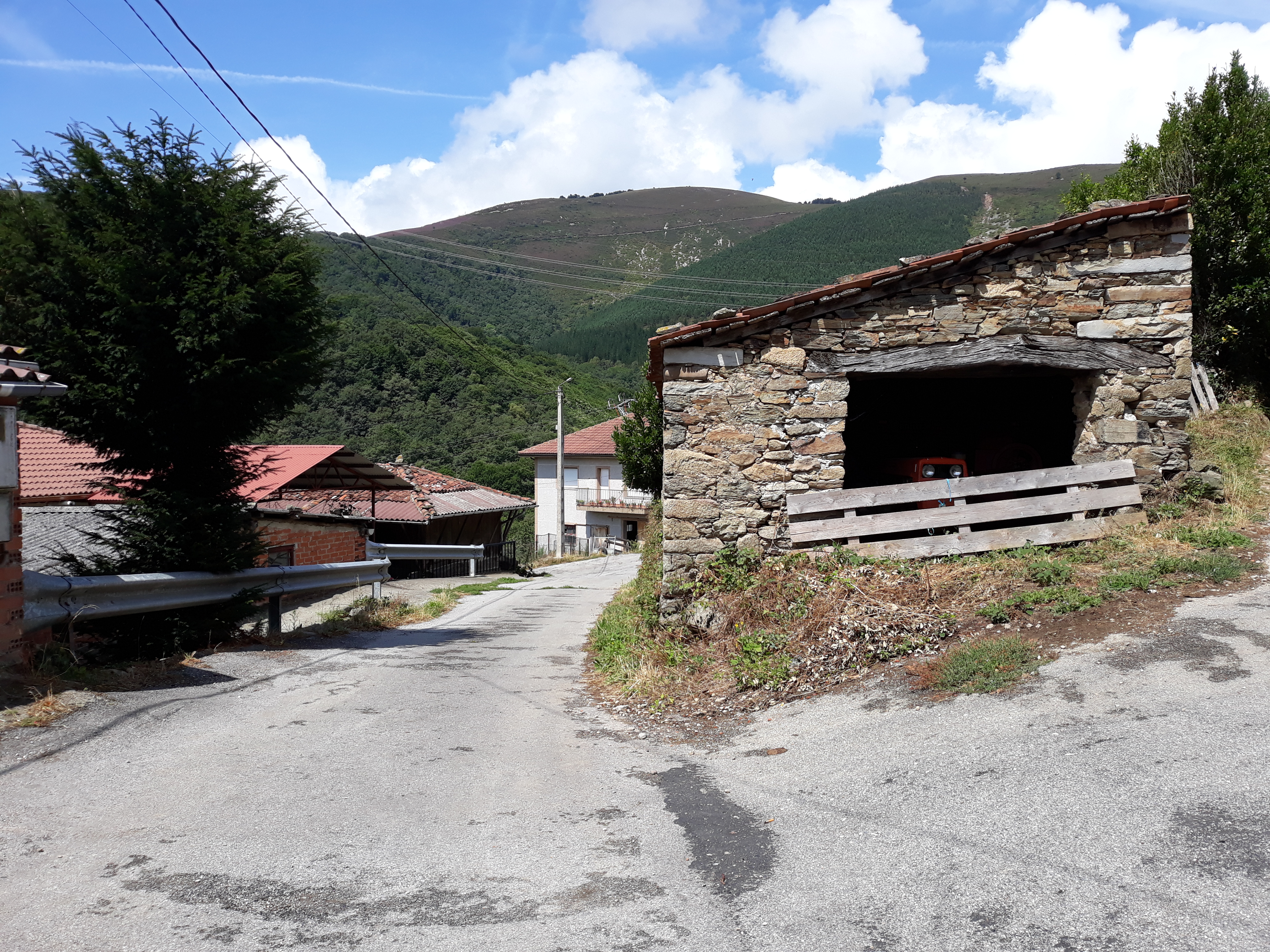
Dorfansicht, 2019

Ferroy (asturisch Ferrói) ist ein Ort in der Gemeinde Allande in der Autonomen Gemeinschaft Asturien im Norden Spaniens.
Die 26 Einwohner (Stand 1. Januar 2011) leben 2,2 km von Pola de Allande, dem Verwaltungssitz der Gemeinde, entfernt.
Ferroy liegt auch am Jakobsweg, dem Wege der Jakobspilger dem Camino Primitivo. Ferroy ist über die AS-21 von Pola aus zu erreichen.

## Sehenswürdigkeiten
- Pfarrkirche